# Johann Studnicka
Johann "Jan" Studnicka (Bécs, 1883. október 12. – 1967. október 18.) osztrák válogatott labdarúgó és edző.

## Pályafutása

### Kezdetek és WAC
Johann Studnicka rendkívül jó technikai képességekkel megáldott labdarúgó volt és korának egyik legmeghatározóbb játékosává nőtte ki magát. Posztját tekintve bal összekötőt, pályafutása végén pedig közép csatárt játszott. Alacsony, zömök felépítésű játékosként megkapta a "der Gstutzte" becenevet. Fiatalon érdeklődött a labdarúgás iránt, 13 évesen már szervezett keretek között játszott. Studnicka itt ismerkedett meg Josef Fischerrel, Gustav Huberrel, Joseff Taurerrel és még három későbbi válogatott játékossal. 1894-ben játszotta le első focimeccsét. Eme sportág nem volt elfogadott a monarchiában, középiskolásként Johann a "Jan" álnevet vette fel az iskolai kicsapás elkerülése végett.
1897-ben alapították a Wiener AC egyesületet. A bécsi csapatban eleinte védőt játszott, azonban gyorsasága cselezési képessége révén hamar a csatársorban találta magát. Josef Tauerrel ketten alkották a WAC bal oldali támadó szárnyát, ami nem csak Ausztriában, de nemzetközi szinten is pompás párnak bizonyosodott. A kis Jan-t nem csak góljai, hanem az ó lábai által a karikaturisták is híressé tették. 1901-ben, 1903-ban és 1904-ben Challenge Cup-ot is megnyerte csapatával, amely a legrégebbi osztrák futball kupa volt. Ugyan ebben az időszakban tagja volt a sorozatban három bajnoki elsőséget szerző csapatnak. 1908 után a visszavonulást fontolgatta és tréneri munkát vállalt a WAC-nál, de egy vita után a csapat nagy része kivált a klubból, hogy megalapítsa Wiener AF-et. Johann Studnicka a ismét játékosnak állt, hogy a klubja a nagy vérveszteség után ne essen vissza. Az újraépítési munka hamarosan meghozta gyümölcsét, 1914-15-ös szezonban megnyerték az osztrák bajnokságot.
1919-ben már csak tartalékként számoltak vele és átigazolt a helyi riválishoz a First Vienna FC-hez, ahol egy meccset sem játszott le, hanem edzője lett a klubnak. 1925-ben még két mérkőzést játszott SV Rudilfshügelben, mielőtt szögre nem akasztotta végleg stoplisát, 43 évesen.

### A válogatottban
Első válogatott mérkőzése egyben Ausztria első válogatott meccse is. Az ellenfél a magyar válogatott volt és fölényes győzelmet arattak az osztrákok. Studnicka születésnapján mesterhármassal debütált a válogatottban, majd egy évre rá ugyancsak a magyarok ellen ismét triplázott. A másik két gólt is WAC játékos szerezte: Taurer Josef és Huber Gustav. Az első három találatával elnyerte a világ gólkirálya címet 1902-ben, majd 1903-ban megvédte azt két mérkőzésen szerzett négy góljával. Részt vett az 1912. évi nyári olimpiai játékokon és 6. helyen végzett, majd a vigaszág döntőjén második lett. Az utolsó válogatott meccset 1918. május 9-én játszotta Svájc ellen, ahol gólt is szerzett. 28 válogatott mérkőzést játszott, 21-szer kapitányként és 18 gólig jutott. Ebből 22-szer Magyarország ellen játszott, és 14 gólt rúgott nekünk, ezzel a hazánk ellen legtöbb gólt szerző labdarúgó eddig. Az osztrák válogatott gólrekordere 1915. május 2-től 1921. március 26-ig.

### Edzőként
Visszavonulása után, ez első edzői munkáját Bécsben kapta. Két évig trenírozta a First Vienna Football Club-ot, majd 1922-ben FC Zürich alkalmazásába állt és 1924-ben bajnoki címet ünnepelhetett. 1925-ben hazatért Bécsbe, ahol SPC Rudolfshügel kapott állást.

## Statisztika

### Mérkőzései az osztrák válogatottban

Az osztrák válogatottban Johann Studnicka jobbról a harmadik

| Ausztria | Ausztria           | Ausztria                         | Ausztria     | Ausztria | Ausztria     | Ausztria              | Ausztria | Ausztria    |
| #        | Dátum              | Helyszín                         | Hazai        | Eredmény | Vendég       | Kiírás                | Gólok    | Esemény     |
| -------- | ------------------ | -------------------------------- | ------------ | -------- | ------------ | --------------------- | -------- | ----------- |
| 1.       | 1902. október 12.  | Bécs, WAC-pálya                  | Ausztria     | 5 – 0    | Magyarország | barátságos            | 3        | ?'          |
| 2.       | 1903. június 11.   | Budapest, Margitszigeti pálya    | Magyarország | 3 – 2    | Ausztria     | barátságos            | 1        | 70'         |
| 3.       | 1903. október 11.  | Bécs, WAC-pálya                  | Ausztria     | 4 – 2    | Magyarország | barátságos            | 3        | 24' 57' 72' |
| 4.       | 1904. október 9.   | Bécs, Cricketer-pálya            | Ausztria     | 5 – 4    | Magyarország | barátságos            | -        |             |
| 5.       | 1908. június 7.    | Bécs                             | Ausztria     | 3 – 2    | Németország  | barátságos            | 1        | ?'          |
| 6.       | 1908. november 1.  | Budapest, Millenáris-pálya       | Magyarország | 5 – 3    | Ausztria     | barátságos            | 1        | 23'         |
| 7.       | 1910. november 6.  | Budapest, Millenáris-pálya       | Magyarország | 3 – 0    | Ausztria     | barátságos            | -        |             |
| 8.       | 1911. november 5.  | Budapest, Üllői úti pálya        | Magyarország | 2 – 0    | Ausztria     | Wagner-serleg         | -        |             |
| 9.       | 1912. május 5.     | Bécs, Hohe Warte                 | Ausztria     | 1 – 1    | Magyarország | Wagner-serleg         | -        |             |
| 10.      | 1912. június 29.   | Stockholm, Råsunda Stadion (SWE) | Ausztria     | 5 – 1    | Németország  | olimpia, első forduló | 1        | 58'         |
| 11.      | 1912. június 30.   | Stockholm, Råsunda Stadion (SWE) | Hollandia    | 3 – 1    | Ausztria     | olimpiai negyeddöntő  | -        |             |
| 12.      | 1912. július 3.    | Stockholm, Råsunda Stadion (SWE) | Ausztria     | 5 – 1    | Olaszország  | olimpiai vigaszág     | 1        | 65'         |
| 13.      | 1913. április 27.  | Bécs, WAC-Platz                  | Ausztria     | 1 – 4    | Magyarország | Wagner-serleg         | 1        | 62'         |
| 14.      | 1914. október 4.   | Budapest, Üllői úti pálya        | Magyarország | 2 – 2    | Ausztria     | barátságos            | 1        | 36'         |
| 15.      | 1915. május 2.     | Budapest, Hungária körúti pálya  | Magyarország | 2 – 5    | Ausztria     | barátságos            | 2        | 26' 46'     |
| 16.      | 1915. május 30.    | Bécs, WAC-Platz                  | Ausztria     | 1 – 2    | Magyarország | barátságos            | -        |             |
| 17.      | 1915. október 3.   | Bécs, WAC-Platz                  | Ausztria     | 4 – 2    | Magyarország | barátságos            | -        |             |
| 18.      | 1915. november 7.  | Budapest, Üllői úti pálya        | Magyarország | 6 – 2    | Ausztria     | barátságos            | 1        | 80'         |
| 19.      | 1916. május 7.     | Bécs, WAC-Platz                  | Ausztria     | 3 – 1    | Magyarország | barátságos            | 1        | 76'         |
| 20.      | 1916. június 4.    | Budapest, Hungária körúti pálya  | Magyarország | 2 – 1    | Ausztria     | barátságos            | -        |             |
| 21.      | 1916. október 1.   | Budapest, Üllői úti pálya        | Magyarország | 2 – 3    | Ausztria     | barátságos            | -        |             |
| 22.      | 1916. november 5.  | Bécs, WAC-Platz                  | Ausztria     | 3 – 3    | Magyarország | barátságos            | -        |             |
| 23.      | 1917. május 6.     | Bécs, WAC-Platz                  | Ausztria     | 1 – 1    | Magyarország | barátságos            | -        |             |
| 24.      | 1917. június 3.    | Budapest, Hungária körúti pálya  | Magyarország | 6 – 2    | Ausztria     | barátságos            | -        |             |
| 25.      | 1917. november 4.  | Bécs, WAC-Platz                  | Ausztria     | 1 – 2    | Magyarország | barátságos            | -        |             |
| 26.      | 1917. december 23. | Bázel                            | Svájc        | 0 – 1    | Ausztria     | barátságos            | -        |             |
| 27.      | 1917. december 26. | Zürich                           | Svájc        | 3 – 2    | Ausztria     | barátságos            | -        |             |
| 28.      | 1918. május 9.     | Bécs                             | Ausztria     | 5 – 1    | Svájc        | barátságos            | 1        | ?'          |
|          | Összesen           |                                  |              | 28       | mérkőzés     |                       | 18       | gól         |